# Нор-Артагерс
Нор-Артагес (вірм. Նոր Արտագես) — село в марзі Армавір, на заході Вірменії. Село розташоване за 10 км на південь від міста Армавір, за 5 км на північний захід від села Джанфіда, за 4 км на південний захід від села Айкаван, за 2 км на південь від села Джрашен та за 2 км на північний схід від села Налбандян.

## Відомі мешканці
У селі народилася та працювала у місцевому колгоспі імені III Інтернаціоналу Герой Соціалістичної Праці — Колозян Октемберик Мануківна.